# Sally Dundas
Sarah Jane („Sally“) Dundas (* 1953 in London; † 10. März 2022 in Toronto) war eine britisch-kanadische Filmproduzentin.

## Leben
Sally Dundas wuchs im Vereinigten Königreich auf, wo sie ihre Schulbildung erhielt. 1970 unternahm sie eine Kanada-Reise, die sie nach Montreal führte. Dort begann ihre Filmkarriere beim National Film Board of Canada. Später zog sie nach Toronto. Sie besaß sowohl die kanadische als auch die britische Staatsbürgerschaft. Ab 1973 war sie als selbständige Produktionsleiterin (Production Manager) tätig. 1982/1983 war sie Senior Production Executive bei First Choice. Ab 1986 arbeitete sie für die IMAX Corporation in Toronto.
Dundas heiratete Terry McGlade (* 1953 in Toronto), mit dem sie den Kurzfilm Marriage Part 1 drehte, der ihre eigene Ehe reflektiert. Der Film wurde 1978 auf der Ausstellung Autobiography: Film/Video/Photography in der Art Gallery of Ontario gezeigt.
Beruflich produzierte Dundas Filme für Kino und Fernsehen, zum Teil Dokumentarfilme und Kinder-TV. Sie war an der Produktion einer Reihe von IMAX-Filmen beteiligt. Dabei arbeitete sie oft eng mit Roman Kroitor zusammen. So entstanden unter anderem für die Weltausstellung 1990 in Osaka die Kurzfilme The Last Buffalo (Suntory-Pavillon), Echoes of the Sun (Fujitsu-Pavillon) und Flower in the Sky (Midori-kai-Pavillon). The Last Buffalo, ein früher IMAX-3D-Film, zeigt in zwei Handlungssträngen vom Aussterben bedrohte Tiere und einen Bildhauer, der sie in Metall nachbildet. Nach Angaben des Distributors wurde der Film auf der Expo innerhalb von sechs Monaten von ca. 1,9 Millionen Besucher gesehen.
Dundas’ erfolgreichste Produktion war der halbstündige IMAX-Dokumentarfilm Das Flammenmeer von Kuwait über die Löschung der Brände kuwaitischer Ölfelder, die 1991 im Auftrag von Saddam Hussein gelegt worden waren. Für diesen Film wurde Dundas bei der Oscarverleihung 1993 in der Kategorie „Bester Dokumentarfilm“ nominiert.
Dundas verließ schließlich IMAX und arbeitete für die Motion Picture Bond Company. Nach dem Rückzug aus dem Filmgeschäft beschäftigte sie sich mit Zeichnen und Keramik. Während ihrer letzten Lebensjahre litt sie an einer Krebserkrankung. 2022 starb sie im Alter von 69 Jahren. Sie hinterließ zwei Töchter, zwei Geschwister und ihre Mutter.

## Filmografie
- 1976: The Shoe Fits (Fernsehfilm)
- 1978: Marriage Part 1 (Kurzfilm)
- 1978: Im Bannkreis des Todes (I Miss You, Hugs and Kisses)
- 1979: Summer's Children
- 1980: Escape from Iran: The Canadian Caper (Fernsehfilm)
- 1980: Head On
- 1981: Das süße Wort Verheißung (Ticket to Heaven)
- 1981: Clown White (Fernsehfilm)
- 1984: Spirit Bay: A Time to Be Brave (Fernsehserie)
- 1984: Skyward
- 1984: Freedom to Move
- 1984–1985: The Edison Twins (Fernsehserie, 26 Folgen)
- 1987: Heart Land
- 1990: Echoes of the Sun (Kurzfilm)
- 1990: The Last Buffalo (Kurzfilm)
- 1990: Flowers in the Sky (Kurzfilm)
- 1992: Mountain Gorilla (Dokumentar-Kurzfilm)
- 1992: Das Flammenmeer von Kuwait (Fires of Kuwait, Dokumentar-Kurzfilm)
- 1997: The Hidden Dimension (Dokumentar-Kurzfilm)
- 2000: CyberWorld (Kurzfilm)
- 2004: Lives of the Saints (Fernsehfilm)